# Shyara
Shyara (Kinyarwanda Umurenge wa Shyara) ist einer von 15 Sektoren im Distrikt Bugesera in der Ostprovinz von Ruanda.

## Geographie
Shyara hat eine Fläche von 31,4 km² und liegt auf einer Höhe von etwa 1500 m. Der Sektor unterteilt sich in die fünf Zellen Nziranziza, Rebero, Kamabuye, Rutare und Kabagugu. Der Verwaltungssitz des Sektors liegt in Rutare. Nachbarsektoren sind im Norden Musenyi, im Osten Mareba, im Süden Nyarugenge, im Südwesten Busoro und im Nordwesten Kinazi. Im Westen grenzt Shyara an den Fluss Akanyaru. Die Nordgrenze bildet der aus dem Cyohoha-See Nord abfließende nach Westen in den Akanyaru mündende Marais Murago.
Am Ufer des Akanyaru erstrecken sich die Akanyaru-Feuchtgebiete, die von BirdLife International als 30.000 Hektar große Important Bird Area, d. h. als potentielles Vogelschutzgebiet, gelistet werden. Die Vegetation wird von Papyrusbeständen dominiert. Zu den vorkommenden Wasserpflanzen zählen Wassersalat, die Süßgrasart Leersia hexandra und die Reisart Oryza barthii. Darüber hinaus wachsen die Rohrkolbenart Typha australis, Miscanthidium violaceum, die Schneidenart Cladium jamaicense, die Hühnerhirsenart Echinochloa pyramidalis sowie Zypergrasarten wie Cyperus denudatus und Cyperus latifolius. An den Rändern wachsen Sumpfwälder, die von Wasserbirne oder auch Syzygium owariense an nasseren Stellen dominiert werden, begleitet von Myrica kandtiana und der Feigenart Ficus verruculosa. Unter den mindestens 54 vorkommenden Vogelarten finden sich der gefährdete Dickschnabelreiher, die potentiell gefährdete Steppenweihe und Doppelschnepfe sowie der jeweils nicht als gefährdet eingestufte Rötelfalke, Riedweber, Halsbandastrild, Schwarzzügel-Drosselhäherling (Turdoides sharpei), Papyrusgirlitz (Crithagra koliensis), Papyruszistensänger (Cisticola carruthersi) und Schmucknektarvogel (Cinnyris erythrocercus). An Säugetieren kommen Sitatunga, auch Wasserkudu oder Sumpfböcke genannt, vor. Der jährliche Gesamtniederschlag in den Feuchtgebieten liegt bei etwa 800 mm.

## Bevölkerung
Shyara ist der bevölkerungsärmste Sektor des Distrikts Bugesera. Nach der Volkszählung von 2022 betrug die Einwohnerzahl 15.856 Einwohner, was 2,9 Prozent der Gesamtbevölkerung des Distrikts ausmachte. Zehn Jahre zuvor lag die Einwohnerzahl bei 13.390, was einem jährlichen Bevölkerungszuwachs von 1,7 Prozent zwischen 2012 und 2022 entspricht. Stand 2022 waren 51,8 Prozent der Einwohner weiblich und 48,2 Prozent männlich. Kinder (0 bis 17 Jahre) machten 47,7 Prozent der Bevölkerung aus und Personen im Alter von 60 oder älter 6,4 Prozent.

## Bildung
Stand 2022 besuchten im Sektor 33,1 Prozent der Kinder im Alter von 3 bis 5 Jahren eine Vorschule. 79,4 Prozent der Kinder im Alter von 6 bis 11 Jahren besuchten eine Grundschule und damit bis auf Nyarugenge weniger als in den anderen Sektoren. 18,3 Prozent waren nie in einer Grundschule. Von den Kindern im Alter von 12 bis 17 Jahren besuchten 71,2 Prozent eine Sekundarschule. Nur 2,8 Prozent waren nie auf einer. 0,8 Prozent der Bevölkerung waren auf einer Universität.

## Wirtschaft und Infrastruktur
Shyara ist ausschließlich ländlich geprägt. Im Sektor wird hauptsächlich Reis angebaut. Darüber hinaus werden Ziegelsteine produziert. 45,2 Prozent der Privathaushalte in Shyara sind Stand 2022 an das Stromnetz angeschlossen. Zum Kochen wird weitestgehend Brennholz (96,4 Prozent der Haushalte) verwendet.

## Verkehr
Durch Shyara verläuft etwa in Nord-Süd-Richtung eine Stand 2022 nicht asphaltierte District Road. Diese trifft außerhalb des Sektors Richtung Süden auf die Nationalstraße 6 bzw. Richtung Nordosten auf die Nationalstraße 5.